# Esteban Ivetich
Esteban Sergio Ivetich (Provincia de Salta, 1974) es un político argentino. Desde el 10 de diciembre de 2011 se desempeña como Intendente del municipio Chicoana, perteneciente al Departamento homónimo.

## Biografía
Esteban Ivetich es afiliado al Partido Renovador de Salta en donde hizo su carrera política.
En 2009 es el candidato a concejal más votado, representando al Partido Renovador de Salta.
Logró la intendencia de Chicoana a través de su candidatura en el Partido Renovador de Salta en el año 2011 sucediendo a Raúl Romano del Partido Justicialista que llevaba doce años de gestión en la comuna.
En el año 2015 buscó su primera renovación de mandato a través del Partido Renovador de Salta que estaba dentro del frente Justicialista Renovador para la Victoria que impulsaba a Urtubey para su tercer mandato como gobernador. En las elecciones PASO logró 2472 votos y superó a su predecesor, que obtuvo 2007 voluntades, siendo los porcentajes 43,26 % de Ivetich y 35,12 % de Romano. En las elecciones generales, Ivetich logró su primera reelección, con un total de 2926 votos, frente a los 2254 de Romano. El 48,79 % de los votos válidos habían sido dirigidos a Ivetich, y esto le valió la renovación de su mandato para el periodo 2015-2019 a través del PRS.
En el año 2019 buscó su rerreelección pero esta vez dentro de las filas del Partido de la Victoria. En las PASO logró 2.108 votos contra los 1.986 de Romano que era impulsado por el partido de Gustavo Sáenz. En las elecciones generales Ivetich logró un apretado triunfo con 2.879 (45,26%) contra 2.811 (44,19%) de Romano. De esa manera sería intendente del municipio hasta 2023.
En 2021 y luego de que la justicia resolviera que no se podían prorrogar más las elecciones partidarias del PRS, Esteban fue el candidato a presidente de la lista PARES y se enfrentó a Jorge Oscar Folloni en las Elecciones internas del Partido Renovador de Salta de 2021. Era acompañado por Susana Pontussi, concejal e hija del exintendente Ennio Pontussi, como vicepresidente primera y por Baltasar Lara Gros, diputado provincial e hijo del exintendente Marcelo Lara Gros, como vicepresidente segundo. Ivetich perdió contra uno de los fundadores del partido, el intendente de Chicoana obtuvo 783 votos (32,37%) contra los 1636 (67,63%) de Folloni. De esa manera el oficialismo de Fiore e Ivetich sería derrotado internamente.
Luego de la derrota en las internas partidarias se presentó como candidato a Convencional Constituyente del PRS en el departamento Chicoana. Ivetich fue el más votado por encima de los candidatos de Gana Salta y Juntos por el Cambio.